# Anastácia Starchenkova
Anastácia Mikhailovna Starchenkova (em russo:  Анастасия Михайловна Старченкова; nascida em 1983, Kaluga) é uma crítica de cinema russa e figura da indústria cinematográfica. É uma especialista reconhecida no setor.

## Biografia
Ela nasceu a 31 de agosto de 1983.
Estudou filologia na Universidade Estadual de Kaluga, mas após o primeiro ano mudou-se para Moscovo, onde ingressou no departamento de estudos cinematográficos da VGIK (Universidade de Cinematografia de Toda a Rússia), graduando-se em 2009. De julho de 2008 a novembro de 2013, trabalhou na Lenoblkinovideo.
Trabalhou também durante cerca de um ano no Cinema Club em Vinzavod. Como tradutora, colaborou com a Amphora Publishing House, trabalhando, em particular, nos livros The Monster Show: A Cultural History of Horror (de David J. Skal) e Michael Jackson. Uma biografia ilustrada.
Desde julho de 2014, Diretor Executivo e Diretor de Distribuição de Filmes  da empresa de distribuição de filmes Exponenta Film, uma das líderes no mercado cinematográfico na Rússia e nos países da CEI.